# محمد صادق باشا
محمد صادق باشا (بالتركية: Mehmed Sadık Paşa)‏ كان الصدر الأعظم للدولة العثمانية في الفترة ما بين 18 أبريل 1878 حتى 28 مايو 1878. تُوفي في 1901 بمدينة الدولة العثمانية.